# Rokumeikan

Der Rokumei-Pavillon im Jahre 1883-1900

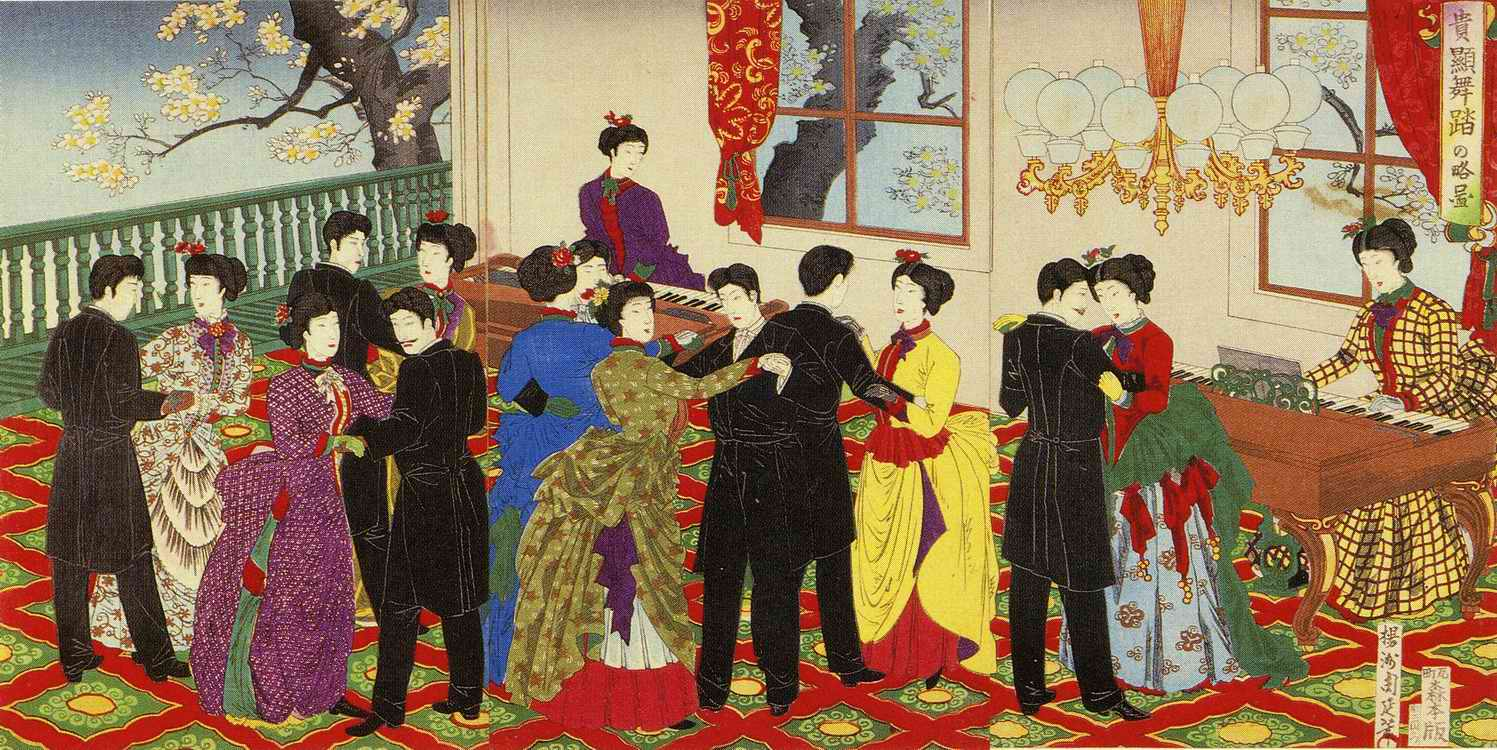
Tanzende Paare im Rokumei-Pavillon (Farbholzschnitt von Toyohara Chikanobu)

Rokumeikan (japanisch 鹿鳴館, wörtlich: „Reh-Ruf-Pavillon“) war der Name eines 1883 errichteten Gebäudes im Bezirk Kōjimachi der damaligen Präfektur Tokio (heute Bezirk Chiyoda der Metropole Tokio), das zum Symbol für die Verwestlichung Japans in der Meiji-Zeit wurde.

## Hintergrund
Das zweistöckige Gebäude wurde auf Anforderung des Außenministers Inoue Kaoru (1835–1915) von dem Architekten Josiah Conder im Jahre 1880 entworfen. Conder, einer der seinerzeit von der Regierung beschäftigten „Kontraktausländer“ (o-yatoi gaikokujin), vermischte japanische und westliche Elemente. Zu den finanziellen Unterstützern des Baus gehörte der Unternehmer Ōkura Kihachirō. Der Garten wurde im rein japanischen Stil angelegt.
Das Areal in der Nähe des Kaiserpalasts gehörte einst dem Lehen Satsuma. Nach der Meiji-Restauration wurde es zunächst bei der Vorbereitung auf die Weltausstellung 1873 (Wien) genutzt. Zwischen 1875 und 1881 stand hier das „Museum hinter dem Yamashita-Tor“ (山下門内博物館, Yamashitamon-nai hakubutsukan) mit sieben Gebäuden für Pflanzen, Tiere, Mineralien, Antiquitäten etc. Dazu kamen ein Gewächshaus und diverse Gebäude zur Tierzucht. Diese Einrichtungen wurden dann auf das Areal des heutigen Ueno-Parks verlegt.

## Nutzung
Zur Eröffnungsgala am 28. November 1883 waren 1200 Gäste geladen. Das vom Außenministerium verwaltete Gebäude diente zur Unterkunft für ausländische Regierungsgäste. Auch trafen sich hier Japaner, die im Ausland gelebt hatten. Überdies wurden aufwendige Bankette gegeben mit Menüs in französischer Sprache. Dazu kamen Gartenfeste und Wohltätigkeitsbazare. Im Ballsaal des ersten Stocks tanzte man zu den neuesten Melodien.
Die Reaktionen westlicher Gäste waren geteilt. Pierre Loti, der 1886 nach Japan kam und an einem „Ball in Edo“ („Un bal a Yeddo“) teilnahm, fühlte sich in seinen „Japoneries d’Automne“ (1889) an ein mittelmäßiges Kasino in einem französischen Badeort erinnert. Sein Landsmann Georges Bigot publizierte im satirischen Journal Tôbaé (1887) die giftige Karikatur eines nach westlicher Mode mehr schlecht als recht gekleideten japanischen Paares, das vom Spiegel in Affengestalt reflektiert wird. Auch aus konservativen japanischen Kreisen kamen kritische Stimmen.
1887 beschloss die Meiji-Regierung, ein erstklassiges Hotel im westlichen Stil bauen zu lassen. Unter den Förderern finden wir erneut den Außenminister Inoue, dazu kamen der Politiker Ōkuma Shigenobu und der Unternehmer Shibusawa Eiichi. Dieses 1890 eröffnete benachbarte Imperial Hotel (Teikoku hoteru) entwickelte sich schnell zum neuen gesellschaftlichen Mittelpunkt Tokios. Im selben Jahr wurde der Rokumei-Pavillon verkauft. In der Folge diente das Gebäude unter dem Namen Kazoku-kaikan (華族会館, „Adelshalle“) als Versammlungsort des Adels (kazoku). Anfang 1891 tagte nach dem ersten Brand des provisorischen Imperial Diet Building das Oberhaus der Imperial Diet (Kizokuin), für kurze Zeit im Kazoku-kaikan, zog aus Platzgründen aber später in das Imperial Hotel um. 1927 ging es an die Versicherungsgesellschaft Nippon Chōhei Hoken (später Yamato Seimei Hoken) über. 1940 wurde es schließlich abgerissen. An gleicher Stelle steht heute das 1984 als Zentrale der Versicherungsfirma Yamato Seimei Hoken errichtete NBF Hibiya Building (NBF日比谷ビル), wo eine Gedenkplatte an den Rokumei-Pavillon erinnert.

## Künstlerische Verarbeitung
Die Rokumeikan erscheint in japanischen Erzählungen, in einem Theaterstück, in Filmen und auch in Mangas.
- Chijin no ai. 1924 („Naomi oder Eine unersättliche Liebe“). Novelle von Tanizaki Jun’ichirō
- Butōkai. 1920 („Der Chrysanthemenball“). Kurzgeschichte von Akutagawa Ryūnosuke, der Lotis Beschreibungen nutzte
- Rokumeikan. 1956. Vierakter von Mishima Yukio
- Onnazaka. 1957 („Die Wartejahre“). Roman von Enchi Fumiko